# Ligne 99 du tramway de Bruxelles
Pour les articles homonymes, voir Ligne 99.
La ligne 99 est une ancienne ligne du tramway de Bruxelles qui reliait la place Sainte-Croix (actuelle place Eugène Flagey) à Ixelles à la gare de Schaerbeek entre le 1er août 1889 et 1941.

## Histoire
La ligne est mise en service par la Société nationale des chemins de fer vicinaux (SNCV) à l'écartement métrique (1 000 mm) en traction autonome (probablement à vapeur) le 1er août 1889 entre la place Sainte-Croix (actuelle place Eugène Flagey) à Ixelles et la rue Général Eenens à Schaerbeek (nouvelle section). L'exploitation qui initialement devait être confiée à la société anonyme du Bruxelles à Ixelles-Boendael (BIB) est confiée aux Tramways bruxellois (TB) qui a entre-temps absorbé la première.
Le 1er juillet 1908, la ligne est prolongée de la rue Général Eenens à la gare de Schaerbeek (nouvelle section) puis le 3 juin 1912 la ligne passe à la traction électrique.
Le 25 juillet 1930 l'itinéraire de la ligne est dissocié entre la place Houwaert à Saint-Josse-ten-Noode et le square Gutenberg à Bruxelles par une nouvelle section à voie unique parcourue dans le sens Schaerbeek - Ixelles par les rues des Moissons, Braemt et Bonneels.

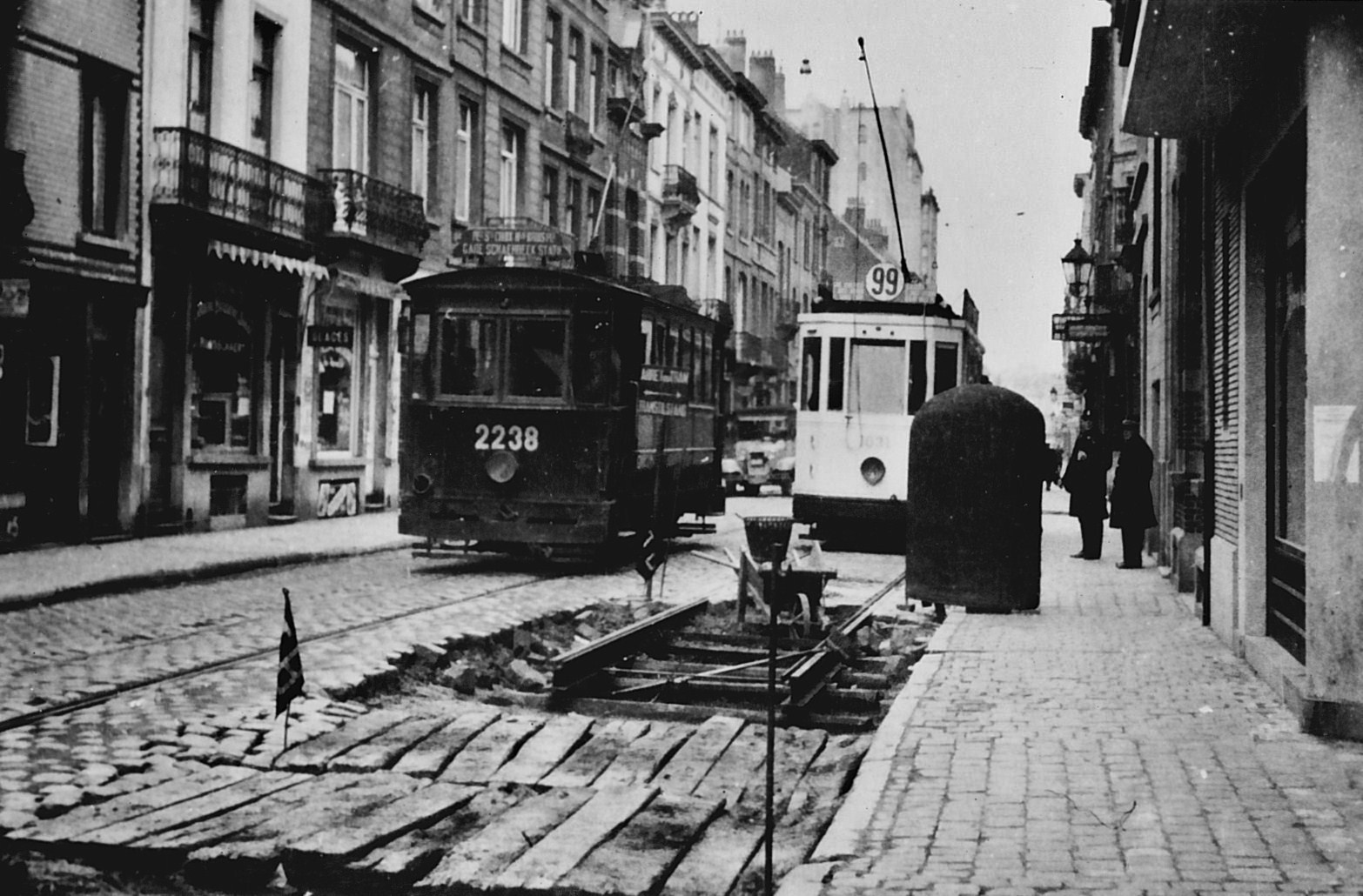
Correspondance entre deux motrices, rue Gray à Ixelles pendant les travaux de reconstruction, celle de gauche circule sur la section encore à écartement métrique jusqu'à la place Sainte-Croix tandis que la motrice à écartement standard à droite est prête à assurer un service 99 vers la gare de Schaerbeek.

En 1934, les Tramways bruxellois (TB) dont le réseau est à l'écartement standard (1 435 mm) demandent à la SNCV de convertir la ligne à cet écartement, ce que la SNCV autorise. La ligne est alors reconstruite progressivement entre 1934 et le 27 février 1935, les TB l'intègrent à leur réseau et l'exploitent sous l'indice 99, la section entre la rue Général Eenens et la place Saint-Josse / rue Verbist est reconstruite au double écartement métrique et standard pour permettre à la SNCV de conserver une liaison entre les lignes vicinales de Haacht et Vossem,.
La ligne est fusionnée vers 1935-1941 avec la ligne 5 Bruxelles Bourse - Saint-Gilles Place Maurice Van Meenen ,.

### Monographies
- Association ferroviaire des cheminots de Charleroi (AFCC), Les chemins de fer vicinaux dans la province de Brabant, Éditions Gérard Blanchart & Cie, 2000, 239 p. (ISBN 2-87202-016-0)